# Belinho
Belinho est une ancienne freguesia portugaise située dans le district de Braga.

## Géographie
Village de 2 000 habitants, la paroisse de Belinho est rattachée à la commune d'Esposende et se situe au Nord du Portugal à 1 km de la côte atlantique et 50 km de Porto.
Elle est située à 7 km au nord d'Esposende, avec, au nord Antas (S. Paio), à l'est Vila Chã, au sud S. Bartolomeu do Mar et à l'ouest, l'océan Atlantique.

## Histoire
La loi no 11-A/2013 du 28 janvier 2013, portant réorganisation administrative du territoire des freguesias, fusionne Belinho avec la paroisse voisine de Mar pour former l’União das freguesias de Belinho e Mar (dont le siège est à Belinho).

## Économie
Ses activités économiques sont l'agriculture et le travail du granit.

## Culture et patrimoine
Le saint patron, São Pedro (Saint Pierre) est vénéré dans l'église et dans le village.
L'église paroissiale (qui a célébré ses 100 ans le 31 août 1997) se situe dans une place, avec à l'entrée une croix en granit. Dans cette église, on peut voir les statues de nombreux saints. Bien sûr, il y a São Pedro, mais on peut également y voir Notre Dame de Fatima, avec Jacintha et Francisco, le cœur sacré de Marie, le cœur sacré du Christ, São Antonio et bien d'autres encore. D'ailleurs, toutes ces statues font partie de la procession du 1er août, ornementées de fleurs naturelles, et qui donnent le final de plusieurs jours de festivités.
Au sommet du mont Guia (guide), accessible par un escalier, mais également par la route, se trouve une chapelle vénérant la Senhora da Guia. Lieu de pèlerinage, le mont est un lieu d'où l'on peut admirer un magnifique panorama de la mer.
Au nord de Belinho, se trouve une autre chapelle, celle de Santo Amaro.
Belinho présente aussi des vestiges de civilisations anciennes. On y a retrouvé des objets attribués aux Asturiens, mais également des traces d'occupation romaine.
Fêtes et romaria :
- S. Pedro (1er aout)
- Santo Amaro (les quatre dimanches après le 15 janvier)
- La procession de "visita aos enfermos" (le dimanche suivant le dimanche de Pâques)
- La procession pour le seigneur "dos passos" et la "Senhora da Guia" (en mai)